# Temporada 1988-89 de los Atlanta Hawks

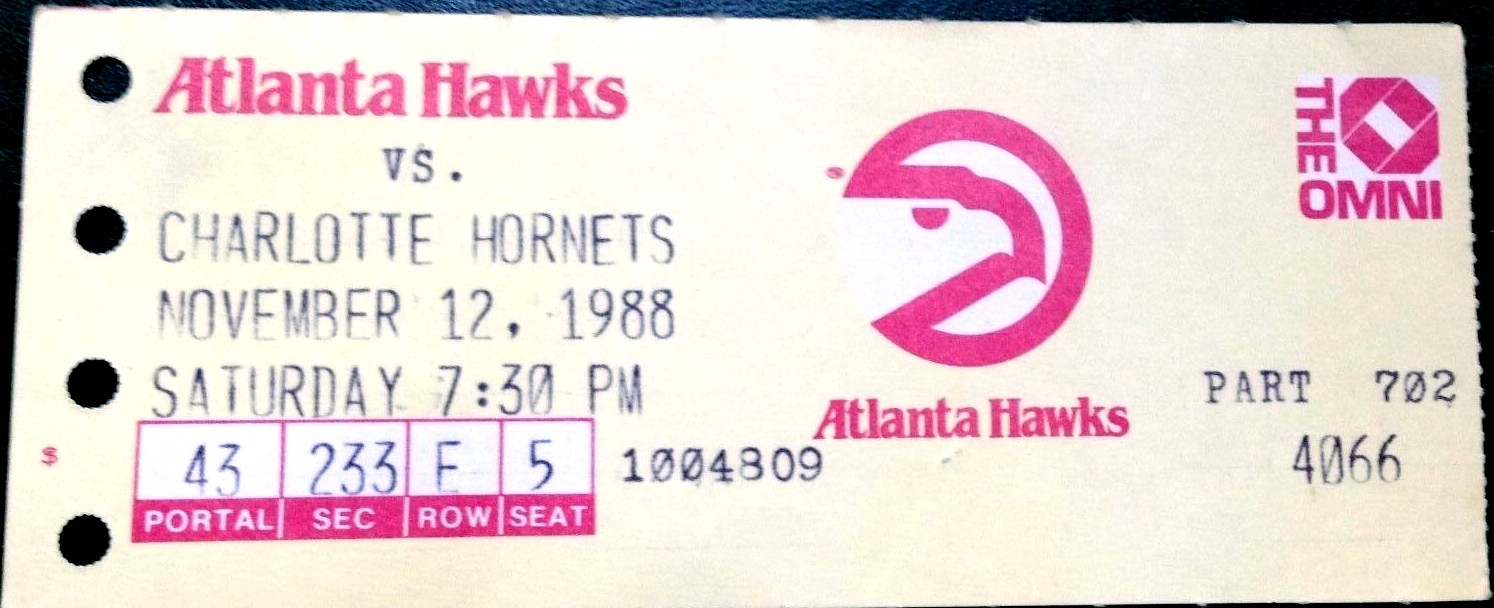
Entrada para un partido entre los Hawks y los Charlotte Hornets en noviembre de 1988.

La temporada 1988-89 fue la vigesimoprimera de los Atlanta Hawks en la NBA en su ubicación de Atlanta, la cuadragésima en la liga y la cuadragésimo tercera desde su fundación. La temporada regular acabó con 52 victorias y 30 derrotas, ocupando el cuarto puesto de la Conferencia Este, clasificándose para los playoffs, en los que cayeron en primera ronda ante Milwaukee Bucks.

## Elecciones en elDraft
| Ronda | Puesto | Jugador          | Posición  | Nacionalidad   | Universidad |
| ----- | ------ | ---------------- | --------- | -------------- | ----------- |
| 2     | 44     | Anthony Taylor   | Base      | Estados Unidos | Oregon      |
| 3     | 54     | Jorge González   | Pívot     | Argentina      |             |
| 3     | 68     | Darryl Middleton | Ala-Pívot | Estados Unidos | Baylor      |

## Temporada regular
| División Central      | División Central | División Central | División Central | División Central | División Central | División Central | División Central | División Central |
| Equipo                | G                | P                | %                | PD               | Casa             | Fuera            | Div              |                  |
| --------------------- | ---------------- | ---------------- | ---------------- | ---------------- | ---------------- | ---------------- | ---------------- | ---------------- |
| y-Detroit Pistons     | 63               | 19               | .768             | –                | 37–4             | 26–15            | 20–10            |                  |
| x-Cleveland Cavaliers | 57               | 25               | .695             | 6                | 37–4             | 20–21            | 19–11            |                  |
| x-Atlanta Hawks       | 52               | 30               | .634             | 11               | 33–8             | 19–22            | 20–10            |                  |
| x-Milwaukee Bucks     | 49               | 33               | .598             | 14               | 31–10            | 18–23            | 11–19            |                  |
| x-Chicago Bulls       | 47               | 35               | .573             | 16               | 30–11            | 17–24            | 12–18            |                  |
| Indiana Pacers        | 28               | 54               | .341             | 35               | 20–21            | 8–33             | 8–22             |                  |

## Playoffs

### Primera ronda
Atlanta Hawks  vs. Milwaukee Bucks
| Fecha       | Partido                                | Ciudad    |
| ----------- | -------------------------------------- | --------- |
| 27 de abril | Atlanta Hawks 100, Milwaukee Bucks 92  | Atlanta   |
| 29 de abril | Atlanta Hawks 98, Milwaukee Bucks 108  | Atlanta   |
| 2 de mayo   | Milwaukee Bucks 117, Atlanta Hawks 113 | Milwaukee |
| 5 de mayo   | Milwaukee Bucks 106, Atlanta Hawks 113 | Milwaukee |
| 7 de mayo   | Atlanta Hawks 92, Milwaukee Bucks 96   | Atlanta   |
|             | Milwaukee Bucks gana las series 3-2    |           |

## Estadísticas
| Rk | Jugador           | Edad | P  | PT | MP   | TC   | TCI  | %TC  | T3  | T3I | %T3  | TL  | TLI | %TL  | RO  | RD  | RT   | AS  | RB  | TAP | BP  | FP  | PTS  |
| -- | ----------------- | ---- | -- | -- | ---- | ---- | ---- | ---- | --- | --- | ---- | --- | --- | ---- | --- | --- | ---- | --- | --- | --- | --- | --- | ---- |
| 1  | Dominique Wilkins | 29   | 80 | 80 | 37.5 | 10.2 | 22.0 | .464 | 0.4 | 1.3 | .276 | 5.5 | 6.6 | .844 | 3.2 | 3.7 | 6.9  | 2.6 | 1.5 | 0.7 | 2.3 | 1.7 | 26.2 |
| 2  | Moses Malone      | 33   | 81 | 80 | 35.5 | 6.6  | 13.5 | .491 | 0.0 | 0.1 | .000 | 6.9 | 8.8 | .789 | 4.8 | 7.0 | 11.8 | 1.4 | 1.0 | 1.2 | 3.0 | 1.9 | 20.2 |
| 3  | Doc Rivers        | 27   | 76 | 76 | 32.4 | 4.9  | 10.7 | .455 | 0.6 | 1.6 | .347 | 3.3 | 3.8 | .861 | 1.2 | 2.6 | 3.8  | 6.9 | 2.4 | 0.5 | 2.1 | 3.5 | 13.6 |
| 4  | Reggie Theus      | 31   | 82 | 82 | 30.7 | 6.1  | 13.0 | .466 | 0.2 | 0.7 | .293 | 3.5 | 4.1 | .851 | 1.0 | 1.9 | 3.0  | 4.7 | 1.3 | 0.2 | 2.4 | 2.9 | 15.8 |
| 5  | Cliff Levingston  | 28   | 80 | 52 | 27.3 | 3.8  | 7.1  | .528 | 0.0 | 0.1 | .200 | 1.7 | 2.4 | .696 | 2.4 | 3.8 | 6.2  | 0.9 | 1.2 | 0.9 | 1.3 | 3.4 | 9.2  |
| 6  | Jon Koncak        | 25   | 74 | 22 | 20.7 | 1.9  | 3.6  | .524 | 0.0 | 0.0 | .000 | 0.9 | 1.5 | .553 | 2.0 | 4.1 | 6.1  | 0.8 | 0.7 | 1.3 | 0.8 | 3.2 | 4.7  |
| 7  | John Battle       | 26   | 82 | 0  | 20.4 | 3.5  | 7.7  | .457 | 0.1 | 0.4 | .324 | 2.4 | 2.9 | .815 | 0.4 | 1.3 | 1.7  | 2.4 | 0.5 | 0.1 | 1.3 | 1.5 | 9.5  |
| 8  | Antoine Carr      | 27   | 78 | 12 | 19.1 | 2.9  | 6.0  | .480 | 0.0 | 0.0 | .000 | 1.7 | 1.9 | .855 | 1.4 | 2.2 | 3.5  | 1.2 | 0.4 | 0.8 | 1.1 | 2.8 | 7.5  |
| 9  | Spud Webb         | 25   | 81 | 6  | 15.0 | 1.6  | 3.6  | .459 | 0.0 | 0.3 | .045 | 0.6 | 0.7 | .867 | 0.3 | 1.3 | 1.5  | 3.5 | 0.9 | 0.1 | 1.0 | 1.3 | 3.9  |
| 10 | Dudley Bradley    | 31   | 38 | 0  | 7.0  | 0.7  | 2.3  | .326 | 0.2 | 0.8 | .258 | 0.2 | 0.4 | .500 | 0.2 | 0.7 | 0.8  | 0.6 | 0.4 | 0.1 | 0.4 | 1.1 | 1.9  |
| 11 | Ray Tolbert       | 30   | 50 | 0  | 6.8  | 0.8  | 1.9  | .426 | 0.0 | 0.0 |      | 0.5 | 0.7 | .622 | 0.6 | 1.1 | 1.8  | 0.3 | 0.3 | 0.3 | 0.7 | 1.1 | 2.1  |
| 12 | Duane Ferrell     | 23   | 41 | 0  | 5.6  | 0.9  | 2.0  | .422 | 0.0 | 0.0 |      | 0.7 | 1.1 | .682 | 0.5 | 0.5 | 1.0  | 0.2 | 0.2 | 0.1 | 0.3 | 0.8 | 2.4  |
| 13 | Pace Mannion      | 28   | 5  | 0  | 3.6  | 0.4  | 1.2  | .333 | 0.0 | 0.4 | .000 | 0.0 | 0.0 |      | 0.0 | 0.4 | 0.4  | 0.4 | 0.4 | 0.0 | 0.6 | 0.4 | 0.8  |

## Galardones y récords
| Jugador/Entrenador | Galardón                               |
| Dominique Wilkins  | 3.er Mejor quinteto de la NBA All-Star |
| Moses Malone       | All-Star                               |